# Nanotechnologia
Nanotechnologia – nazwa całego zestawu technik i sposobów kontrolowanego tworzenia rozmaitych struktur o rozmiarach nanometrycznych, czyli na poziomie pojedynczych atomów i cząsteczek. Rozmiary nanometryczne nie są jednoznacznie zdefiniowane. Jako najszerzej przyjętą definicję uznaje się zalecenie Komisji Europejskiej, w której nanomateriałami określa się materiały, które przynajmniej w jednym wymiarze mają rozmiar 1–100 nm lub też w rozkładzie wielkości cząstek przynajmniej 50% cząstek jest w skali nanometrycznej, co stosuje się np. do kompozytów. Taka definicja, mimo iż jest stosunkowo ścisła, nie jest całkowicie poprawna. Nanomateriał różni się od klasycznego materiału faktem, że poniżej pewnych rozmiarów efekty kwantowe istotnie wpływają na właściwości oraz zachowanie danej cząstki. Przejście między tymi stanami stanowi prawdziwą granicę rozmiaru nanomateriału. Dla różnych substancji ten rozmiar się zmienia, także pod wpływem otoczenia czy geometrii cząstki, zatem ze względów praktycznych stosuje się wcześniej wspomnianą definicję.

## Historia nanotechnologii
Historia nanotechnologii sięga lat 50. XX w., gdy Richard P. Feynman wygłosił wykład There's Plenty of Room at the Bottom (w wolnym tłumaczeniu „Dużo zmieści się u podstaw“ lub „Tam na dole jest jeszcze dużo miejsca“). Rozpoczynając od wyobrażenia sobie, co trzeba zrobić, by zmieścić 24-tomową Encyklopedię Britannicę na łebku od szpilki, Feynman przedstawił koncepcję miniaturyzacji oraz możliwości tkwiące w wykorzystaniu technologii mogącej operować na poziomie nanometrowym. Na koniec ustanowił dwie nagrody (zwane Nagrodami Feynmana) po tysiąc dolarów każda:
- Za wykonanie silnika mieszczącego się w sześcianie o boku nie większym niż 1/64 cala. Wypłacenie pierwszej nagrody było dla Feynmana rozczarowaniem, ponieważ wyobrażał sobie, że osiągnięcie postawionych przez niego celów będzie wymagało dokonania się przełomu technologicznego[2]. Nie docenił jednak możliwości współczesnej mikroelektroniki, bo nagroda została zdobyta przez 35-letniego inżyniera Williama H. McLellana już w roku 1960. Jego silnik ważył 250 mikrogramów i miał moc 1 mW[3].
- Za zmniejszenie strony z książki do rozmiaru w skali 1/25 000[3]. Strona taka mogłaby być przeczytana tylko mikroskopem elektronowym. W 1985 na Uniwersytecie Stanford Thomas Newman odtworzył pierwszy akapit Opowieści o dwóch miastach Karola Dickensa w zadanej przez Feynmana skali, wykorzystując w tym celu wiązki elektronowe.

Lata 80. i 90. XX w. to okres gwałtownego rozwoju technik litograficznych oraz produkcji ultracienkich warstw kryształów (technologie MOCVD, MBE). Do ważnych osiągnięć technologicznych zaliczyć można:
- wykonanie napisu IBM przez dwóch fizyków Donalda M. Eiglera i Erharda Schweizera za pomocą skaningowego mikroskopu tunelowego, używając do tego celu 35 atomów;
- odkrycie fulerenów;
- metody wiązek molekularnych i wykorzystanie do tworzenia studni kwantowych, drutów kwantowych i kropek kwantowych;
- odkrycie i badanie właściwości nanorurek.

W 2007 roku nanotechnolodzy z Technionu umieścili cały hebrajski tekst Starego Testamentu na obszarze zaledwie 0,5 milimetra kwadratowego na pokrytej złotem krzemowej płytce. Tekst został wryty przez skierowanie na płytkę skupionego strumienia jonów galu.

## Nanotechnologia a organizmy żywe
Warto zwrócić też uwagę, że „nanotechnologię“ uprawiają już od dawna wszystkie organizmy żywe. Wiele struktur występujących wewnątrz komórek to rodzaje mikromaszyn, struktura takich naturalnych materiałów, jak drewno, łodygi roślin, kości czy skóra to tworzywa, których struktura jest kontrolowana na poziomie pojedynczych cząsteczek. Zagadnienia te bada nanobiotechnologia.

## Nanotechnologia obecnie
Nanotechnologia jest obecnie bardzo modnym i obiecującym działem nauki o materiałach, bardzo często jest też jednak "słowem wytrychem", przy pomocy którego próbuje opisać niemal każde badania w dziedzinie technologii materiałowej.
Do struktur nanometrycznych można zaliczyć:
- studnie, druty i kropki kwantowe;
- nanodruty (np. srebra lub miedzi);
- tworzywa sztuczne – których struktura jest kontrolowana na poziomie pojedynczych cząsteczek – można w ten sposób uzyskiwać np. materiały o niespotykanych właściwościach mechanicznych;
- nanowłókna polimerowe – o bardzo precyzyjnej budowie molekularnej, które również posiadają niespotykane właściwości mechaniczne;
- nanorurki – czyli bardzo długie i puste w środku cząsteczki, oparte na węglu w wiązaniach o hybrydyzacji sp²;
- materiały rozdrobnione do postaci pyłu o ziarnach będących np. klasterami atomów metalu. Na masową skalę wykorzystywane jest srebro w tej postaci, które ma silne właściwości antybakteryjne;
- elementy urządzeń nanoelektronicznych;
- fulereny;
- grafen oraz pozostałe materiały dwuwymiarowe (borofen, grafan, heksagonalny azotek boru, silicen, germanen, siarczek molibdenu);
- materiały kompozytowe wzmacniane nanocząstkami.

## Nanotechnologia – futurologia
Terminem nanotechnologia określany jest także nurt zapoczątkowany przez K. Erika Drexlera. Podstawową różnicą między nanotechnologicznymi trendami w nauce końca XX w. i początku XXI wieku a tym nurtem jest mechanistyczne podejście do przedmiotu. Wyznawcy nurtu rozpatrują nanotechnologię w kontekście budowania świata cząsteczka po cząsteczce, atom po atomie. Podstawę stanowią nanoroboty mogące działać na poziomie nanometrów (a więc prawie atomowym).
Początki nanotechnologii sięgają połowy lat 70. Idea nanotechnologii w tym wydaniu sprowadza się do manipulowania pojedynczymi atomami i strukturami atomowymi (cząsteczkami), przy czym istotne tutaj jest klasyczne podejście do tej manipulacji. Nanorobot (ang. assembler) miałby wyglądać podobnie do klasycznego (wielkości rzędu metrów) robota, posiadać manipulatory, a podstawową różnicą byłby jego rozmiar. Podstawą do konstrukcji tychże robotów miałyby być supercząsteczki oparte na węglu i pierścieniach węglowych. Zaprogramowany robot byłby w stanie tworzyć nowe roboty, a te z kolei następne. W ten sposób armia nanometrowych robotów mogłaby wykonywać pożyteczne czynności.
W swoich licznych publikacjach (w tym kilku książkach) K. Eric Drexler wykłada podstawy swojej wizji przyszłej nanotechnologii. W książkach zaprezentowane jest wiele hipotetycznych cząsteczek wieloatomowych mających tworzyć nanotechnologiczne fragmenty urządzeń (np. przekładnia planarna). Wśród pomysłów nanotechnologów znajdują miejsce takie jak np.:
- Inteligentna mgła zastępująca pasy bezpieczeństwa w samochodzie. Składać się na nią ma mnóstwo małych nanorobotów z haczykami, które w razie niebezpieczeństwa na drodze chwytają się ze sobą haczykami tworząc gęstą substancję łagodzącą skutki kolizji.
- Mechaniczny nanokomputer. Komputer oparty na prętach wielkości nanometrów, w którym operacje i stany logiczne są uzyskiwane przez zmianę położeń tychże prętów.
- Maszyna do robienia dowolnej rzeczy. Skoro możemy zamieniać miejscami atomy i tworzyć nowe cząsteczki, to możemy kazać nanorobotom wykonać np. kawałek upieczonego steku wołowego, wystarczy dostarczyć odpowiednio dużo atomów odpowiednich pierwiastków.

Nanotechnologia w tej postaci nie doczekała się jak na razie realizacji i mimo że w obecnej chwili jest technologicznie możliwe np. sztuczne syntetyzowanie białek, to trudno powiedzieć, że odbywa się to na gruncie tzw. mechanochemii, w której robot dokleja kolejne aminokwasy do powstającej cząsteczki białka. Wynika to głównie stąd, że zachowanie materii na poziomie nanometrów kontrolowane jest przez mechanikę kwantową. Nanotechnolodzy-futurolodzy powołują się na odkrycia technologiczne dokonane w ostatnich latach (np. jednoelektronowy tranzystor, sztuczne atomy – kropki kwantowe, fulereny, nanorurki) jednak sposób ich otrzymywania i zastosowania daleko różnią się od tego, co wyobrażają sobie ortodoksyjni przedstawiciele tego nurtu.

## Nanotechnologia a przemysł spożywczy
Nanotechnologia jest również używana do produkcji i pakowania żywności. Zmiany na poziomie molekularnym dokonywane są w celu uzyskania konkretnych smaków, kolorów czy wartości odżywczych, a tzw. inteligentne opakowania pozwalają zachować świeżość produktów spożywczych przez dłuższy okres. Brak dokładnych badań na temat wpływu nanocząstek na zdrowie konsumentów wywołał międzynarodową dyskusję i spowodował, iż Parlament Europejski zdecydował się znowelizować rozporządzenie regulujące rynek nowej żywności.

## Nanotechnologia w medycynie
Prowadzone są badania nad wykorzystaniem nanotechnologii w onkologii. Jednym z zastosowań jest diagnostyka - nanocząstki mogą być stosowane jako znaczniki, które pozwolą na wykrycie komórek nowotworowych już we wczesnym etapie rozwoju raka. Ponadto, nanotechnologia może znaleźć zastosowanie w leczeniu nowotworów, jako nośnik leków. Dzięki zastosowaniu nanocząstek możliwe jest ograniczenie negatywnego wpływu leków na zdrowe komórki organizmu. 
Wielkie nadzieje wiąże się również z nanocząstkami w kontekście teranostyków, jako środków wykorzystywanych jednocześnie w diagnostyce jak i leczeniu chorób nowotworowych. Przykładem takiego materiału są superparamagnetyczne nanocząstki tlenku żelaza (ang. superparamagnetic iron oxide nanoparticles, SPIONs), które umożliwiają wywołanie hipertermii indukowanej magnetycznie, będącą metodą terapeutyczną, jak również obrazowanie metodą MRI, działając jako środek kontrastowy. 